# Arbutus madrensis
Arbutus madrensis là một loài thực vật có hoa trong họ Thạch nam. Loài này được S.González mô tả khoa học đầu tiên năm 1992.